# Huanca Sancos (provincie)
Huanca Sancos is een provincie in de regio Ayacucho in Peru. De provincie heeft een oppervlakte van  2.862 km² en telt 10.339 inwoners (2015). De hoofdplaats van de provincie is het district Sancos.

## Bestuurlijke indeling
De provincie Huanca Sancos is verdeeld in vier districten:
- (050302) Carapo
- (050303) Sacsamarca
- (050301) Sancos, hoofdplaats van de provincie
- (050304) Santiago de Lucanamarca

Cangallo · Huamanga · Huanca Sancos · Huanta · La Mar · Lucanas · Parinacochas · Páucar del Sara Sara · Sucre · Víctor Fajardo · Vilcas Huamán